# Atrezija spoljašnjeg ušnog kanala
Atrezija spoljašnjeg ušnog kanala ili  izostanak stvaranja ušnog kanala (лат. Atresio meatus acustici externi) je urođena anomalija kod koje je ušni kanal potpuno zatvoren ili se slepo završava. Udružena je sa gubitkom sluha, od 60 dB, koji čak i kod unilateralne (jednostrane) atrezija ograničava socijalne veštine obolele osobe povezane sa sluhom. Prevalenca EACA je oko 1 slučaj u 10.000—20.000 živorođenih, i može biti bilateralna (obostrana) kod jedne trećine pacijenata.

## Istorija
Atrezija spoljašnjeg ušnog kanala je prvi put opisan u zapadnoj medicini od strane Paulusa iz Egine (grč. Αίγινα) jednog od Saronskih ostrva u Egejskom moru u središnjoj Grčkoj, u sedmom veku. Paulus je za lečenje preporučio jednostavan rez za otvaranje atrezije. 
Kasnije, lekari su koristili sondu od vrućeg gvožđa da bi stvorili prolaznost kanala nakon atrezije. 
Prva operacija za korekciju atresije spoljašnjeg ušnog kanala izvedena je 1882. godine od Kiesselbacha. Nažalost, operacija je izazvala kod deteta paralizu lica. 
Godine 1914, Page je prijavio seriju od osam pacijenata koji su bili podvrgnuti operaciji. Od ovih osam pacijenata, pet je imalo subjektivno poboljšanje u saluha nakon operacije.
Na početku 20. veka, tehnike za korekciju trezija spoljašnjeg ušnog kanala uključivale su otvaranje antruma i aditusa ušiju i formiranje šupljine kožnim graftom. U ovim operacijama, atretska koščica je bila netaknuta, a rezultat poboljšanja sluha bio je loš. 
U poslednjih 50 godina, poboljšane radiološke i audiološke procene u kombinaciji sa poboljšanjima u hirurškoj tehnologiji, kao što su operativni mikroskop i kontrola nerva lica, rezultovale su dobrim hirurškim uspehom kod pravilno izabrane pacijente sa atrezija spoljašnjeg ušnog kanala.

## Anatomija spoljašnjeg ušnog kanala
Spoljašnji ušni kanal (лат. Meatus acusticus externus) je lako savijena cev, dužinom
oko 35 mm, najčešće ovalnog preseka, prečnika 5 do 10 mm, U obliku je proširene trube i na ulazu i neposredno pre bubne opne (лат. recessus praetympanicus) sa suženjem na prelazu između njene prednje i unutrašnje trećine (лат. isthmus). Spoljnji deo mu je hrskavičavo-membranozan i može povlačenjem gore i unazad de se pomeri u odnosu na unutrašnji koštani deo i tako ceo hodnik ispravi, što je od značaja pri otorinolaringološkom pregledu. Ovo nije slučaj kod male dece kod koje koštani zidovi nisu još potpuno formirani, pa je slušni hodnik spljošten i povlačenjem ušne školjke prema dole može da se otvori i tako omogući pogled prema bubnoj opni.
Koža meatusa je tanka, osetljiva na dodir, srasla sa perihondrijumom i periosteumom, sa brojnim ceruminoznim i lojnim žlezdama i dlakama. Unutrašnji deo gornje-zadnjeg zida hodnika je istovremeno i dno antruma mastoideuma, pa kod nekih oboljenja može da se konstatuje spuštanje ovog zida. 
Anatomski gledano, spoljašnji ušni kanal je napred u odnosu sa temporomandibularni zglob, gore u odnsosu na srednju lobanjsku jamu a dole u odnsosu na parotidnu ložu. 
Krvotok se obezbedjuje preko spoljašnje karotidne arterije (лат. a. carotis externae), limfa se preko brojnih okolnih čvorova vodi u duboke limfne čvorove vrata, a senzitivne nerve daju
лат. .
- Šematizovan prikaz spoljašnjeg ušnog kanala
- Koštani deo spoljašnjeg ušnog kanala
- Unutrašnje dve trećine spoljašnjeg ušnog kanala sa bubnom opnom

## Embrionalni razvoj
Raznolikost kongenitalnih anomalija uva proističe iz komplikovanog intrauterinog razvoja uva. Pojedini delovi uva nastaju u različitim periodima intrauterinog života, a u razvoju uva učestvuje više različitih elemenata. Da bi se razumela složenost malformacija spoljnjeg i srednjeg uva, treba dobro sagledati embrionalni razvoj uva.
Srednje uvo i Eustahijeva tuba razvijaju se od endodenna prvog škržnog luka. Progresivnim širenjem endodenna prvog škržnog luka nastaju: kavum timpani, antrum i pneumatski sistem mastoida. 
Šupljine uva su potpuno razvijene u sedmom i osmom mesecu intrauterinog života. Pneumatizacija može da kasni. Često pneumatizacija mastoida počinje u osmom mesecu, a u najvećem broju se razvija u postnatalnom životu.
Slušne koščice nastaju iz mezenhima prvog i drugog škržnog luka. Glava i vrat maleusa, telo i kratki krak inkusa nastaju iz prvog luka. Drška maleusa i dugi krak inkusa nastaju iz drugog luka, a bazalna ploča stapesa ima dvostruko poreklo. Manji deo nastaje od drugog luka, a veći deo od lamine stapedialis kapsule labirinta. 
Slušne koščice se prvo zapažaju u petoj nedelji intrauterinog života, a u petom mesecu imaju veličinu kao kod odraslih, kada i počinje njihova osifikacija. Osifikacija inkusa i maleusa se odvija paralelno, a u dvadeset petoj nedelji inkus i maleus su osifikovani sa izuzetkom distalnog okrajka drške maleusa. Ovaj kasni razvoj drške maleusa može biti uzrok hipoplazije ili aplazije.

## Epidemiologija
Kongenitalna atrezija uva javlja se u proseku u jednog novorođenčeta na svakih 10 do 20 hiljada rođenih. Češće je kod muške dece i na desnom uvu. Kongenitalna atrezija uva može biti udružena s drugim kraniofacijalnim anomalijama, a nalazi se i u nizu sindroma, kao što su:
- dysostosis craniofacialis Crouzon,
- dysostosis mandibulofacialis Franceshetti i drugi.

## Dijagnoza
Dijagnoza ove anomalija postavlja se na osnovu anamneze, kliničke slike i kliničkog pregleda. 
CT nalazi su važan kriterijum, pored kliničkih i audioloskih nalaza, u selekciji bolesnika za operaciju. Samo kod bilateralnih malformacija i teškog oštećenja sluha postoje indikacije da se radiografska dijagnostika primeni kod deteta mlađeg od 4 godine. Radiografska evaluacija je neopbodna kod svih bolesnika pri planiranju rekonstraktivne hirurgije u dece sa kongenitalnim atrezijama uva.
Ako je atrezija udružena sa drigim anomalijama lobanje i nekih unutrašnjih organa, dolazi u obzir i genetsko, metaboličko i ispitivanje kariotipa.

## Terapija
Lečenje ove anomalije kao i ostalih urođenih anomaija spoljašnjeg uha je isključivo hirurškim putem, a operativni zahvat ima za cilj poboljšanja sluha, pod uslovom ako je funkcija unutrašnjeg uva očuvana.
Lečenje je u domenu rekonstruktivnog hirurga. Kod obostrane atrezije operacija se vrši u četvrtoj godini života, a kod jednostrane kasnije. Nekada je potreban i veći broj internvencija kako bi se postogli zadovoljvajući rezultati.

## Spoljašnje veze
|  | Molimo Vas, obratite pažnju na važno upozorenje u vezi sa temama iz oblasti medicine (zdravlja). |